# گایسلدن
گایسلدن (به آلمانی: Geisleden) یک شهر در آلمان است که در آیشسفلد واقع شده‌است. گایسلدن ۱٬۱۱۵ نفر جمعیت دارد.